# Thomas Craine Carriage Works
Thomas Craine Carriage Works war ein australischer Hersteller von Karosserien und Automobilen.

## Unternehmensgeschichte
Das Unternehmen aus South Melbourne stellte ursprünglich Karosserien her. 1908 begann die Produktion von Automobilen. Der Markenname lautete Craine. Im gleichen Jahr endete deren Produktion. Mehrere Fahrzeuge wurden verkauft.

## Fahrzeuge
Im Angebot stand nur ein Modell. Ein wassergekühlter Zweizylindermotor von Phillips mit 12 PS Leistung trieb die Fahrzeuge an. Das Getriebe hatte drei Gänge. Auffallend waren die großen Vollgummireifen. Zur Wahl standen verschiedene Karosserien, darunter ein Doppelphaeton.